# Пасо дела Фортуна (Рим)
Пасо дела Фортуна је насеље у Италији у округу Рим, региону Лацио.
Према процени из 2011. у насељу је живело 107 становника. Насеље се налази на надморској висини од 471 м.